# Super Prestige Pernod 1968
De Super Prestige Pernod 1968 was de tiende editie van dit regelmatigheidsklassement in het wielrennen. Ten opzichte van 1967 werd Rund um den Henninger-Turm aan de kalender toegevoegd. Parijs-Brussel was in 1967 al niet meer verreden en stond dit jaar niet meer op de kalender. Hierdoor bleven er achttien wedstrijden meetellen voor de Super Prestige Pernod.
Het eindklassement werd gewonnen door Herman Vanspringel. Hij was de eerste Belg die de Super Prestige Pernod op zijn naam schreef. Vanspringel won enkel de Ronde van Lombardije, maar eindigde als tweede in Parijs-Roubaix, de Ronde van Frankrijk en op het WK. Felice Gimondi werd tweede in de eindstand. De Vuelta-overwinning van Gimondi maakte hem de tweede coureur die alle grote rondes had gewonnen (Jacques Anquetil was de eerste in 1963). Walter Godefroot eindigde als derde in het eindklassement en Jan Janssen vierde. Janssen had Vanspringel verslagen in de Ronde van Frankrijk en werd daarmee de eerste Nederlandse Tourwinnaar. Guido Reybrouck (zevende in de eindstand) won dit jaar voor de derde keer Parijs-Tours, een evenaring van het record van Gustave Danneels en Paul Maye.
Opmerkelijk was het gebrek aan succes van de Franse renners. Alleen de Vierdaagse van Duinkerke werd gewonnen door een Fransman (Jean Jourden) en in het eindklassement eindigde er geen enkele Fransman in de top-tien. Dit was nog niet eerder gebeurd in de geschiedenis van de Super Prestige Pernod. Behalve de Super Prestige Pernod werden er nog twee andere prijzen uitgereikt: de Prestige Pernod voor Franse renners en de Promotion Pernod voor Franse renners onder de 25 jaar.

## Wedstrijden
| Datum           | Koers                               | Winnaar             |
| --------------- | ----------------------------------- | ------------------- |
| 7–15 maart      | Parijs-Nice (1968)                  | Rolf Wolfshohl      |
| 19 maart        | Milaan-San Remo (1968)              | Rudi Altig          |
| 30 maart        | Ronde van Vlaanderen (1968)         | Walter Godefroot    |
| 7 april         | Parijs-Roubaix (1968)               | Eddy Merckx         |
| 21 april        | Waalse Pijl (1968)                  | Rik Van Looy        |
| 28 april        | Luik-Bastenaken-Luik (1968)         | Valère Van Sweevelt |
| 1 mei           | Rund um den Henninger-Turm (1968)   | Eddy Beugels        |
| 25 april–12 mei | Ronde van Spanje (1968)             | Felice Gimondi      |
| 8–12 mei        | Vierdaagse van Duinkerke (1968)     | Jean Jourden        |
| 6–9 juni        | Grand Prix du Midi Libre            | Niet georganiseerd  |
| 20 mei–12 juni  | Ronde van Italië (1968)             | Eddy Merckx         |
| 27 juni–21 juli | Ronde van Frankrijk (1968)          | Jan Janssen         |
| 22–25 augustus  | Parijs-Luxemburg (1968)             | Michele Dancelli    |
| 1 september     | Wereldkampioenschap in Imola (1968) | Vittorio Adorni     |
| 8 september     | Bordeaux-Parijs (1968)              | Émile Bodart        |
| 22 september    | Grote Landenprijs (1968)            | Felice Gimondi      |
| 6 oktober       | Parijs-Tours (1968)                 | Guido Reybrouck     |
| 12 oktober      | Ronde van Lombardije (1968)         | Herman Vanspringel  |

## Eindklassementen

### Individueel
| Plek | Renner             | Punten |
| ---- | ------------------ | ------ |
| 1    | Herman Vanspringel | 194    |
| 2    | Felice Gimondi     | 180    |
| 3    | Walter Godefroot   | 165    |
| 4    | Jan Janssen        | 158    |
| 5    | Eddy Merckx        | 141    |
| 6    | Vittorio Adorni    | 120    |
| 7    | Guido Reybrouck    | 106    |
| 8    | Rolf Wolfshohl     | 105    |
| 9    | Rudi Altig         | 90     |
| 9    | Ferdinand Bracke   | 90     |

- Prestige Pernod: Lucien Aimar
- Promotion Pernod: Bernard Guyot

1959 · 1960 · 1961 · 1962 · 1963 · 1964 · 1965 · 1966 · 1967 · 1968 · 1969 · 1970 · 1971 · 1972 · 1973 · 1974 · 1975 · 1976 · 1977 · 1978 · 1979 · 1980 · 1981 · 1982 · 1983 · 1984 · 1985 · 1986 · 1987